# Fair Value REIT
Die Fair Value REIT-AG ist ein deutsches Immobilienunternehmen mit Sitz in Langen (Hessen). Es ist eine der ersten deutschen REIT-Aktiengesellschaften.
Das Unternehmen investiert in deutsche Gewerbeimmobilien. Schwerpunkte sind dabei Einzelhandels- und Büroimmobilien an Sekundär-Standorten. Zum Jahresende 2023 bestand das direkt und indirekt gehaltene Gesamtportfolio aus 20 Immobilien mit Marktwerten von insgesamt rund 264 Mio. Euro.

## Geschichte
Die Gesellschaft wurde im Januar 2004 als IC Gundbesitzgesellschaft mbH & Co. Beteiligungs KG gegründet. Am 16. November 2007 erfolgte die Erstnotiz als REIT-AG im Regulierten Markt.